# Attack on Titan 2
Attack on Titan 2 es un videojuego de acción y aventura desarrollado por Omega Force y distribuido por Koei Tecmo, para las plataformas PlayStation 4, PlayStation Vita, Xbox One, Nintendo Switch y Microsoft Windows. Está basado en el manga y anime Shingeki no Kyojin, siendo la secuela del videojuego de 2016 Attack on Titan. El juego se lanzó en primer lugar en Japón el 15 de marzo de 2018, y posteriormente en el resto del mundo el 20 de marzo del mismo año.
El videojuego recrea los arcos argumentales de la primera y segunda temporada del anime. Cuenta con un mayor número de personajes jugables, con respecto a la primera entrega. Además, se implementan mejoras gráficas y se renueva el sistema de combate, principalmente el equipo de maniobras tridimensional, permitiendo un mejor control durante las batallas contra los titanes.

## Personajes
El juego cuenta con más de 30 personajes jugables, sin embargo estos no podrán ser utilizados libremente por el jugador, ya que solo estarán disponibles en determinados momentos del modo historia. Entre los personajes disponibles para jugar, se encuentran los protagonistas principales como Eren Jaeger, Mikasa Ackerman, Armin Arlet, Levi Ackerman, Jean Kirstein, Connie Springer, Sasha Braus, Christa Lenz, Ymir, Annie Leonhardt, Reiner Braun y Berthold Hoover.

### Creación de personaje
El jugador puede crear un personaje y jugar el modo historia, que contiene los hechos ocurridos en la primera y segunda temporada del anime, desde la perspectiva de este personaje original que se une a la Tropa de Reclutas 104. Hay una gran variedad de opciones de personalización, incluyendo tipos de cabellos, ojos, boca, nariz y la altura, como también la posibilidad de seleccionar entre distintos tipo de vestimenta. El jugador puede tener conversaciones con los demás personajes, teniendo la oportunidad de seleccionar entre una serie de respuestas, que determinarán el tipo de relación que tendrá con ellos.

## Desarrollo
El videojuego fue anunciado oficialmente por Koei Tecmo y Omega Force el 21 de agosto de 2017, revelando que su lanzamiento se produciría en el 2018. En una entrevista al sitio web Polygon, el productor del juego, Hisashi Koinuma, explicó que el principal objetivo para este nuevo videojuego sería desarrollar una mejor inteligencia artificial y aumentar la dificultad con respecto a la primera entrega.

## Recepción

### Crítica
Attack on Titan 2 recibió críticas mayormente positivas de parte de los analistas de videojuegos.
El periodista Carlos Leiva de la página web Vandal, escribió en su análisis: "Attack on Titan 2 sigue la fórmula de su predecesor y la potencia y mejora para traernos un juego mucho más completo, divertido y satisfactorio en todos los sentidos. No se libra de cierto reciclaje, pero todos los añadidos, novedades y ajustes que se han realizado han sido para bien, por lo que al final tenemos un título que sabe captar con mucho acierto la esencia de la serie y entretenernos durante horas a poco que conectemos con su propuesta".
Por su parte, Sergio Martín del portal 3DJuegos opina que "Omega Force ha creado una segunda entrega muy notable de Attack on Titan, una aventura que muestra un desarrollo que se aleja totalmente de la especialidad de dicho estudio, los musou, para albergar una jugabilidad muy diversa aunque bastante centrada en la acción. Un título que lejos de desaprovechar la licencia en la que se basa, ofrece un buen cúmulo de posibilidades tanto para disfrutar en solitario como en compañía. Un juego bastante completo y bien realizado".
José Ortega de la revista HobbyConsolas aclara que "Attack on Titan 2 es puro fanservice. Omega Force y Koei Tecmo han hecho un título claramente centrado en los fanáticos del anime. Pero es innegable que el desarrollo no es sorprendente y ciertamente es repetitivo. Aun así, agradará, y mucho, a los fanáticos del trabajo de Hajime Isayama".